# New York Videogame Critics Circle
O New York Videogame Critics Circle foi fundado pelo jornalista de longa data e autor Harold Goldberg. O grupo foi criado primeiramente para defender seus membros, agora trabalha com a comunidade para orientar e distribuir bolsas de estudo para faculdade. O Círculo também mantem painéis e eventos orientados a jogos eletrônicos, bate-papo intensos e fazem anotações ao longo do ano.
Achando que a costa oeste dos Estados Unidos deveria ter sua própria premiação, a NYVCC junto com os grupos CNET, MTV, Giant Bomb entre outros sediaram sua primeira premiação de jogos eletrônicos, New York Game Awards em 2 de fevereiro de 2012. O evento já está em sua sexta edição.

## Premiações

### 2012
A primeira edição ocorreu na Cantor Film Center, e teve apresentação de Ashley Barrett e DarrenKorb com um mash-up das músicas “Build that Wall” e “Setting Sail, Coming Home" que fazem parte da trilha sonora do jogo Bastion.
| Categoria                                               | Vencedor                                          | Ref   |
| ------------------------------------------------------- | ------------------------------------------------- | ----- |
| Manhattan Award for Most NY-Centric Game                | Crysis 2                                          | [ 7 ] |
| Battery Park Award for Best Handheld Game               | Super Mario 3D Land                               | [ 7 ] |
| Tin Pan Alley Award for Best Music in a Game            | Bastion                                           | [ 7 ] |
| A Train Award for Best Mobile/iOS Game                  | Superbrothers: Sword & Sworcery EP                | [ 7 ] |
| Herman Melville Award for Best Writing in a Game        | Portal 2                                          | [ 7 ] |
| Off-Broadway Award for Best Indie Game                  | Bastion                                           | [ 7 ] |
| Statue of Liberty Award for Best Open-World Game        | Saints Row: The Third                             | [ 7 ] |
| Great White Way Award for Best Overall Acting in a Game | Portal 2                                          | [ 7 ] |
| Algonquin Roundtable Award for Best Book                | All Your Base Are Belong to Us by Harold Goldberg | [ 7 ] |
| Mad Men Award for Best Videogame Commercial             | Long Live Play – Michael                          | [ 7 ] |
| Big Apple Award for Best Game                           | The Elder Scrolls V: Skyrim                       | [ 7 ] |

### 2013
O evento ocorreu em 11 de fevereiro de 2013 no Pfizer Auditorium no Brooklyn.
| Categoria                                           | Vencedor                            | Ref   |
| --------------------------------------------------- | ----------------------------------- | ----- |
| Big Apple Award for Best Videogame                  | The Walking Dead                    | [ 9 ] |
| Herman Melville Award for Best Videogame Writing    | The Walking Dead                    | [ 9 ] |
| Battery Park Award for Best Handheld Console Game   | Sound Shapes                        | [ 9 ] |
| Tin Pan Alley Award for Best Music                  | Journey                             | [ 9 ] |
| The A Train Award for Best Mobile/iOS Game          | The Room                            | [ 9 ] |
| The Off Broadway Award for Best Independent Game    | The Walking Dead                    | [ 9 ] |
| The Statue of Liberty Award for Best World          | Dunwall from Dishonored             | [ 9 ] |
| The Best Acting                                     | Melissa Hutchison, The Walking Dead | [ 9 ] |
| Peter Cooper Locomotive Award for Best Game Machine | PS Vita                             | [ 9 ] |
| The Central Park Zoo Award for Best Kids Game       | Unfinished Swan                     | [ 9 ] |

### 2014
O evento também sucedeu-se em 11 de fevereiro de 2014 no Pfizer Auditorium no Brooklyn.
| Categoria                                           | Vencedor                                   | Ref    |
| --------------------------------------------------- | ------------------------------------------ | ------ |
| Battery Park Award for Best Handheld Game           | The Legend of Zelda: A Link Between Worlds | [ 11 ] |
| Central Park Childen’s Zoo Award for Best Kids Game | Super Mario 3D World                       | [ 11 ] |
| Herman Melville Award for Best Writing              | The Last of Us                             | [ 11 ] |
| ‘A’ Train Award for Best Mobile Game                | Ridiculous Fishing                         | [ 11 ] |
| Off Broadway Award for Best Indie Game              | Gone Home                                  | [ 11 ] |
| Tin Pan Alley Award for Best Music in a Game        | Bioshock Infinite                          | [ 11 ] |
| Statue of Liberty Award for Best World              | Grand Theft Auto V                         | [ 11 ] |
| Great White Way Award for Best Acting in a Game     | Steven Ogg, Trevor, GTA V                  | [ 11 ] |
| Big Apple Award for Best Game                       | The Last of Us                             | [ 11 ] |

### 2015
O evento ocorreu em 17 de fevereiro de 2015.
| Categoria                                            | Vencedor                                      | Ref    |
| ---------------------------------------------------- | --------------------------------------------- | ------ |
| Central Park Children’s Zoo Award for Best Kids Game | Mario Kart 8                                  | [ 13 ] |
| Battery Park Award for Best Handheld Game            | Hearthstone: Heroes of Warcraft               | [ 13 ] |
| A-Train Award for Best Mobile Game                   | Threes                                        | [ 13 ] |
| Statue of Liberty Award for Best World               | Far Cry 4                                     | [ 13 ] |
| Off Broadway Award for Best Indie Game               | Shovel Knight                                 | [ 13 ] |
| Freedom Tower Award for Best Remake                  | Grand Theft Auto V                            | [ 13 ] |
| Herman Melville Award for Best Writing               | South Park: The Stick of Truth                | [ 13 ] |
| Ebbets Field Award for Best E-Sports Experience      | Super Smash Bros. Melee                       | [ 13 ] |
| Tin Pan Alley Award for Best Music in a Game         | Transistor                                    | [ 13 ] |
| Great White Way Award for Best Acting in a Game      | Trey Parker em South Park: The Stick of Truth | [ 13 ] |
| Big Apple Award for Best Game                        | Wolfenstein: The New Order                    | [ 13 ] |

### 2016
O evento transcorreu em 9 de fevereiro de 2016 na Villain venue no Brooklyn. A premiação contou coma  presença de Wyclef Jean e a equipe da Rockstar Games. 
| Categoria                                                | Vencedor                         | Ref    |
| -------------------------------------------------------- | -------------------------------- | ------ |
| Big Apple Award for Best Game of the Year                | The Witcher 3: Wild Hunt         | [ 16 ] |
| Herman Melville Award for Best Writing                   | The Witcher 3: Wild Hunt         | [ 16 ] |
| Central Park Children’s Zoo Award for Best Kids Game     | Super Mario Maker                | [ 16 ] |
| Tin Pan Alley Award for Best Music in a Game             | Metal Gear Solid V: Phantom Pain | [ 16 ] |
| Freedom Tower Award for Best Remake                      | Rare Replay                      | [ 16 ] |
| Off Broadway Award for Best Indie Game                   | Rocket League                    | [ 16 ] |
| A-Train Award for Best Mobile Game                       | Lara Croft Go                    | [ 16 ] |
| Battery Park Award for Best Handheld Game                | Boxboy!                          | [ 16 ] |
| Statue of Liberty Award for Best World                   | The Witcher 3: Wild Hunt         | [ 16 ] |
| Great White Way Award for Best Acting in a Game          | Viva Seifert, Her Story          | [ 16 ] |
| Knickerbocker Award for Best Games Journalism            | Cara Ellison                     | [ 16 ] |
| Ebbetts Field Award for Best Esports Team (voto dos fãs) | SKT Telecom T1                   | [ 16 ] |
| Andrew Yoon Memorial Legend Award                        | Rockstar Games                   | [ 16 ] |

### 2017
A sexta premiação aconteceu em 19 de janeiro de 2017 e foi apresentado pelo comediante Trevor Noah.
| Categoria                                               | Vencedor                                  | Ref    |
| ------------------------------------------------------- | ----------------------------------------- | ------ |
| Big Apple Award for Game of the Year                    | Uncharted 4: A Thief's End                | [ 18 ] |
| Herman Melville Award for Best Writing in a Game        | Mafia III                                 | [ 18 ] |
| Andrew Yoon Legend Award                                | Richard Garriott                          | [ 18 ] |
| Knickerbocker Award for Best Games Journalism           | David Wolinsky                            | [ 18 ] |
| Coney Island Dreamland Award for Best VR Game           | Superhot                                  | [ 18 ] |
| A-Train Award for Best Mobile Game                      | Pokémon Go                                | [ 18 ] |
| Great White Way Award for Best Acting in a Game         | Rich Sommer, Firewatch                    | [ 18 ] |
| Off Broadway Award for Best Indie Game                  | Inside                                    | [ 18 ] |
| Tin Pan Alley Award for Best Music in a Game            | Thumper                                   | [ 18 ] |
| Central Park Zoo Award for Best Kids Game               | Pokémon Go                                | [ 18 ] |
| Statue of Liberty Award for Best World                  | Hitman                                    | [ 18 ] |
| Freedom Tower Award for Best Remake                     | The Legend of Zelda: Twilight Princess HD | [ 18 ] |
| Battery Park Award for Best Handheld Game               | Severed                                   | [ 18 ] |
| Fan Vote: The Ebbetts Field Award for Best eSports Team | Cloud9                                    | [ 18 ] |